# 芮沐
芮沐（1908年7月14日—2011年3月20日），原名敬先，字吉士，笔名申徒，男，祖籍浙江吴兴，生于上海，中国法学家，北京大学法学院教授，亦是中国经济法、国际经济法学的奠基人。著有《民事法律行为之全部》等。

## 生平
芮沐生於上海，畢業於法租界的浦东小学，随后到英租界的马克密林中学念书，后又转至圣芳济学校，这为他在英语和法语方面奠定了扎实的基础。在上中学和大学时，学校的神父又教他拉丁文，所以芮沐还有一定的拉丁文基础。1927年，19岁的芮沐中学毕业后，考入震旦大学文学专业。1930年夏，芮沐从震旦大学毕业，获得文学学士。由于法语好，芮沐未经考试便被巴黎大学录取。1933年毕业于法国巴黎大学，获法学硕士学位。1933年，芮沐进入法兰克福大学攻读博士学位，师从弗里茨·冯·希佩尔教授。1935年，發表博士毕业论文《实证法和自然法的关系》於法兰克福大学得到法学博士学位。学成归国后从事法学教育工作，1938年任中央大学（重慶）教授。在重庆，芮沐结识了一生的伴侣周佩仪，1940年7月14日——芮沐生日这天，他和周佩仪喜结良缘，证婚人是当时的中央大学校长罗家伦和复旦大学校长吴南轩。1941年，轉任西南联合大学教授。1945年上半年，在一位美国友人的劝说和帮助下，芮沐接受了佛罗里达州立大学的邀请，带着妻子和刚满1岁的儿子芮太初离开了动荡不安的中国，到该大学做法律系访问学者。不久，芮沐受哥伦比亚大学、纽约大学之邀，到两校任教。1947年回国，任北京大学教授。49年以後在北京政法學院和北大法律系任教。1969年，芮沐被下放到江西鲤鱼洲“五七干校”，1971年回京。
在芮沐的促進下成立了“北大计算机辅助法律研究中心”，北大法律系于1987年在全国推出第一套法律数据库。

## 弟子
芮沐先生有多位弟子，桃李满天下。包括如下：
- 吴志攀
- 邵景春
- 杨国华
- 臧立
- 郭瑜
- 赵宏
- 李模